# محمد سهيل (مغني)
محمد سهيل الكتبي (1931 - 1978)  مغني إماراتي راحل من أهالي عجمان.

## بدايته
كان قد مارس بدايةً نشاطه الغنائي في السعودية خلال فترة الخمسينات، وهو من قام بتسجيل الأغنية العربية الشهيرة «تعلق قلبي»، للفنان السعودي طارق عبد الحكيم، وذلك في لبنان في الخمسينات، ثم أعادت الفنانة اللبنانية هيام يونس إحياءها لاحقاً. وفي الستينات عاد محمد سهيل إلى الإمارات وافتتح محلاً له في دبي تحت اسم «سهيل فون»، وعاد إلى اللون الغنائي الإماراتي البحت.

## حياته المهنية
عرف الشهرة خارج الإمارات وبالتحديد في مدينة الدمام بالسعودية حيث كان يعمل هناك، وأسس في الدمام شركة لإنتاج وتسجيل الأغاني وكان له دور كبير في تبني المطربين السعوديين وقتها مثل فرج المبروك وعبادي الجوهر والفنانة مائدة نزهة والفنانة هيام يونس.